# Nyírcsaholy

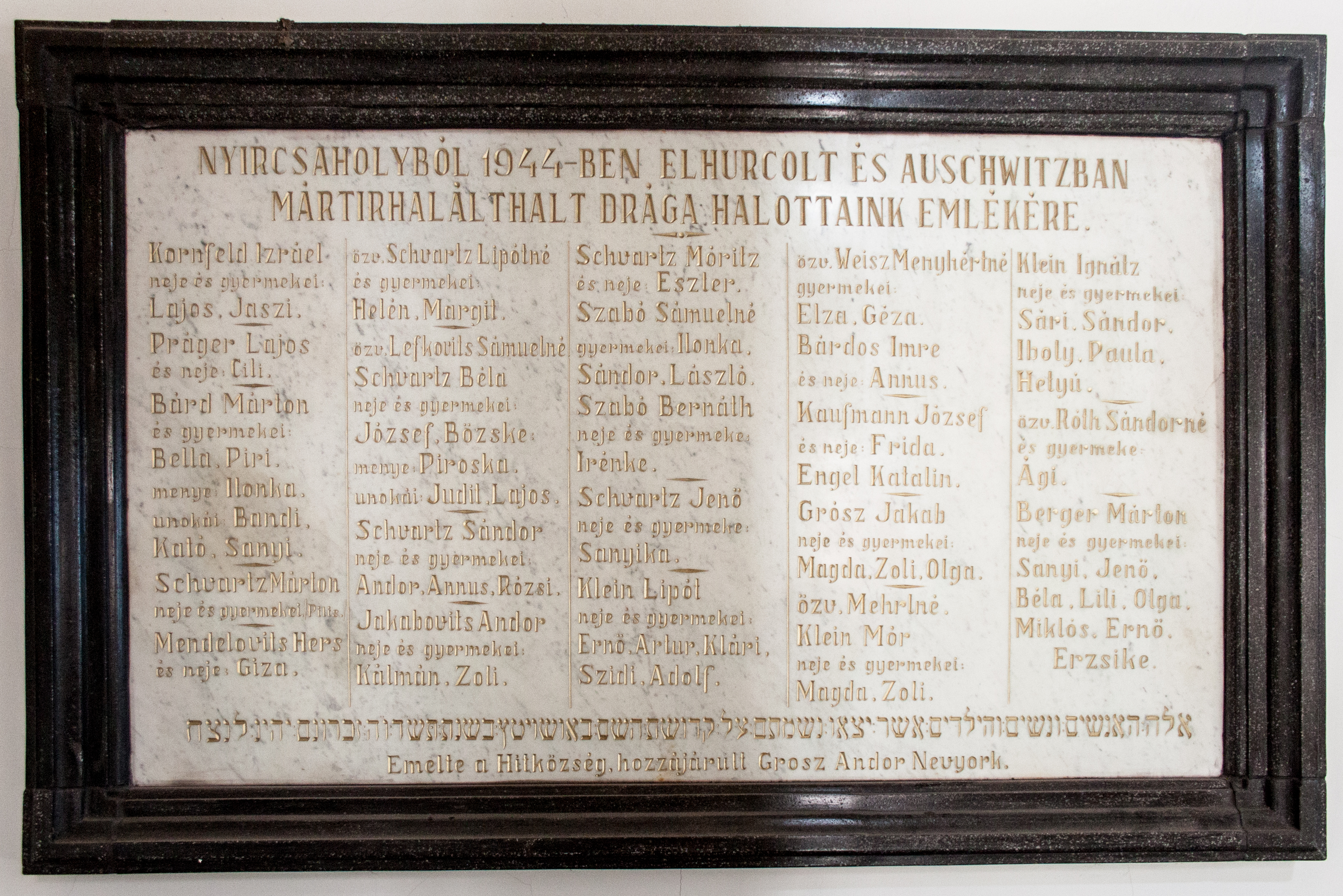
A nyírcsaholyi zsidó mártírok emléktáblája a mátészalkai zsinagógában

Nyírcsaholy község Szabolcs-Szatmár-Bereg vármegyében, a Mátészalkai járásban.

## Fekvése
Mátészalka déli szomszédságában helyezkedik el, a város központjától 6 kilométerre, a Kraszna folyó közelében. A további szomszédos települések: északkelet felől Kocsord, délkelet felől Nagyecsed, dél felől Fábiánháza, délnyugat felől Nyírkáta, nyugat felől pedig Nyírmeggyes.

### Megközelítése
Közúton a 4918-as úton érhető el, Mátészalka vagy Fábiánháza érintésével. A hazai vasútvonalak közül a települést a Mátészalka–Nagykároly-vasútvonal érinti, melynek egy megállási pontja van itt; Nyírcsaholy megállóhely a belterület keleti szélén helyezkedik el, közúti elérését a 49 332-es számú mellékút teszi lehetővé-

## Nevének eredete
Nevét szláv eredetűnek tartják, más vélemény szerint puszta személynévből keletkezett magyar névadással.

## Története
Nyírcsaholy nevét az oklevelek 1213-ban  említették először, majd 1270-ben p. „Chahol” néven volt említve a Káta nemzetségbeli Panyit fia Györggyel, a Csaholyi család egyik ősével kapcsolatban, akit a Kraszna vármegyei Derzsiki Derzsik vádolt meg erőszakoskodásai miatt.
Panyit másik fia „Magas” Lénárd 1221-ben a Kraszna vármegyei Csizér birtokosaként volt említve.
1251-ben egy oklevél szerint a Csaholyiak ősei Tunyog birtokot az itt felépült Csaholyi Szűz Mária tiszteletére szentelt monostornak adományozták.
1270-ben a település a Káta nemzetség csaholyi ágának birtokaként említették „p. Chahol” néven, a csaholyi ág itt felépített monostorát1325-ben, más vélemény szerint 1527-ben „Chahalmonustrea” néven említették először. Az egykori monostor emléke a falu Monostoroscsaholy (Monostoraschahol) elnevezésében maradt fönn.
A Csaholyi családnak Csaholy nevű birtokai voltak még Monostoroscsaholy-on kívül Közép-Szolnok vármegyében fekvő Magyarcsaholy, Oláhcsaholy és a mára már elpusztult Középső-Csaholy is.
Monostoroscsaholyon és a szomszédos Szalkán volt a nagy csaholyi uradalom központja, és mint ilyen, a forgalmasabb helyek közé számított, vásárjoggal is rendelkezett.
1332-ben neve szerepelt a pápai tizedjegyzékben is. Pál nevű papja ekkor négy, 1333-ban három, majd 1334-ben ismét négy garas pápai tizedet fizetett.
1429-ben Zsigmond király udvari hívei, Csaholyi István János nevű fia és Csaholyi László boszniai török ellenes harcukért és ottani fogságba esésükért új adományt nyertek valamennyi birtokukra, így a közelben fekvő Szalka, Hidaskocsord, Nagykocsord, Tunyog, Jármi, Parasznya, Györgyteleke, Sonkád, Botpalád, Csenger, Jánosi és más birtokaira is.
A 17. században több csapás is érte a települést: a környéken bóklászó törökök és a német hadak teljesen elpusztították a csaholyiak erődített végvárával együtt, és 1604-től az 1800-as évek elejéig csak puszta volt.
1944-ben a holokauszt során több tucatnyi zsidó családot hurcoltak el a településről Auschwitzba, ahol túlnyomó többségük életét vesztette.
1960. február 26-án zajlott le a nyírcsaholyi asszonylázadás az erőszakos téeszesítés ellen. 300-400 elkeseredett asszony tüntetett a kollektivizálás ellen és azért, hogy az erőszakkal kikényszerített termelőszövetkezeti belépési nyilatkozataikat visszakapják. Megkíséreltek behatolni a tanácsházára. A hatalom mozgósította a rendőrséget, akik erőszakkal, gumibotozva oszlatták fel az összegyűlt nőket majd számos büntetőeljárást folytattak a résztvevők ellen. A legsúlyosabb büntetés két év börtön és 1000 forint vagyonelkobzás volt. 2012-ben emlékükre a településen emlékművet állítottak és a falu tanulmányt készíttetett a történtekről.

### Nyírcsaholy újranépesítése
Csaholyt 1727-ben Bencze Sámuel kapta meg, 1747-ben részbirtokot kapott itt gróf Teleki Ádám is, majd az 1800-as évek elejétől a gróf Teleki, gróf Károlyi, Ujhelyi, Irinyi és más családok is birtokosai lettek, az 1900-as évek elejétől pedig a báró Uray, Budaházi, Szalkai és Berger családoké volt.
A falu újranépesítése 1812-ben elkezdődött, ekkor 5 tót család érkezett ide és 1822-ig tartott a betelepedés. A faluba ez idő alatt római- és görögkatolikus tót ajkú népek érkeztek a Felvidékről: Zemplén, Sáros, Abaúj és Ung vármegyékből.
Az újranépesülés adatai évek szerint:
1828-ban 762, 1839-ben 678, 1863-ban 1490, 1873-ban 1613, 1888-ban 1370, 1898-ban 1725, 1907-ben 1901 lakosa volt a településnek.
Az 1910-es népszámláláskor már 2004 lakosa volt a településnek. Ebből 1035 római katolikus, 696 görögkatolikus és 176 református volt.
A 20. század elején Nyírcsaholy Szatmár vármegye Mátészalkai járásához tartozott.

## Népesség
A település népességének változása:
| Lakosok száma | 2210 | 2187 | 2198 | 2180 | 2130 | 2150 | 2122 |
|               | 2013 | 2014 | 2015 | 2021 | 2022 | 2023 | 2024 |

A 2011-es népszámlálás során a lakosok 92,2%-a magyarnak, 13% cigánynak, 0,2% ukránnak mondta magát (7,8% nem nyilatkozott; a kettős identitások miatt a végösszeg nagyobb lehet 100%-nál). A vallási megoszlás a következő volt: római katolikus 47,8%, református 13,3%, görögkatolikus 26%, evangélikus 0,2%, felekezeten kívüli 1,6% (10,7% nem válaszolt).
2022-ben a lakosság 92,3%-a vallotta magát magyarnak, 13,6% cigánynak, 0,3% románnak, 0,2-0,2% németnek, ruszinnak és ukránnak, 0,1-0,1% horvátnak és bolgárnak, 1,1% egyéb, nem hazai nemzetiségűnek (7,7% nem nyilatkozott; a kettős identitások miatt a végösszeg nagyobb lehet 100%-nál). Vallásuk szerint 41,8% volt római katolikus, 15,3% református, 19,2% görög katolikus, 0,8% egyéb keresztény, 0,1% evangélikus, 0,1% ortodox, 2% felekezeten kívüli (20,3% nem válaszolt).

## Közélete

### Polgármesterei
| Polgármester | Polgármester   | Polgármester |                                    |
| ------------ | -------------- | ------------ | ---------------------------------- |
| 1990–1994    | Suszté László  | független    |                                    |
| 1994–1998    | Suszté László  | független    |                                    |
| 1998–2002    | Suszté László  | független    |                                    |
| 2002–2006    | Suszté László  | független    |                                    |
| 2006–2010    | Hanusi Péter   | független    |                                    |
| 2010–2014    | Hanusi Péter   | Fidesz-KDNP  |                                    |
| 2014–2015    | Mihálku Attila | Fidesz-KDNP  | hivatalában elhunyt.               |
| 2016–2019    | Magyar Csabáné | független    | Időközi választás 2016. január 24. |
| 2019–2024    | Magyar Csabáné | Fidesz-KDNP  |                                    |
| 2024–        | Juhász Attila  | független    |                                    |

## Nevezetes személyek
- Itt született 1919. augusztus 31-én Soltész József helytörténész.
- Itt született 1936. február 12-én Baboss Csaba egyetemi tanár.
- Itt született 1961. december 12-én Cservenyák László etnográfus, múzeumigazgató.